# گوتسویچه
گوتسویچه (به صربی: Guceviće) یک منطقهٔ مسکونی در صربستان است که در توتین، صربستان واقع شده‌است. گوتسویچه ۶۷ نفر جمعیت دارد.